# 梁 (春秋)
梁（りょう）は、春秋時代の嬴姓の諸侯国。同族の秦に隣接し、秦の穆公により滅亡した。周の平王により秦仲の子の公子康を夏陽の梁山（現在の陝西省渭南市韓城市の南）に封じられたことに始まった。

## 歴史
紀元前822年、秦仲は西戎との戦いで戦死した。周の平王即位後、秦仲の功が認められ、秦仲の子の嬴康が梁伯に封じられ、夏陽の梁山（現在の陝西省渭南市韓城市の南）に梁を建国した。
紀元前703年、虢・芮・梁・荀・賈の五国の君主が晋の曲沃武公（後の晋の武公）を討伐した。
紀元前654年、晋の公子夷吾（後の恵公）は梁に出奔した。梁伯は梁嬴を公子夷吾に嫁がせ、懐公が産まれた。
紀元前642年、梁伯は城邑の建設が好きで、新しく城邑を建設したが、秦に奪取された。
紀元前641年、梁は同族である秦の穆公により滅亡した。『春秋左氏伝』によると梁の民は梁伯の役使に堪えれず、秦に服属したとある。

### 引用
1. 1 2  楊伯峻：《春秋左伝注・僖公十七年》，中華書局1990年5月第2版，第372頁。
2. 1 2  楊伯峻：《春秋左伝注・桓公九年》，中華書局1990年5月第2版，第126頁。
3. 1 2  『元和姓纂』巻五・十陽・梁：秦仲有功，周平王封其少子康于夏陽梁山，是為梁伯。
4. 1 2  『通志二十略』氏族略第二：梁氏：嬴姓，伯爵，伯益之後。秦仲有功，周平王封其少子康于夏陽梁山。
5. 1 2  『広韻』：本自秦仲，周平王封其少子康于夏陽梁山，是為梁伯，後為秦併。子孫奔晋，以国為氏。
6. ↑  楊伯峻：《春秋左伝注・僖公六年》，中華書局1990年5月第2版，第313頁。
7. ↑  楊伯峻：《春秋左伝注・僖公十八年》，中華書局1990年5月第2版，第379頁。
8. ↑  楊伯峻：《春秋左伝注・僖公十九年》，中華書局1990年5月第2版，第384頁。